# OutRun 2019
OutRun 2019 (アウトラン 2019?) es una pseudo-secuela de Out Run exclusiva de la Mega Drive que tiene lugar en el futuro. El objetivo es correr contra un límite de tiempo en un automóvil impulsado por cohetes en cuatro etapas diferentes alrededor del mundo. Al igual que el Out Run original, hay una bifurcación en la carretera antes de cada punto de control; sin embargo, también puede haber bifurcaciones dentro de una única ruta.
La velocidad máxima del coche indicada en el juego es 341 km/h en la versión japonesa, 682 km/h en la versión europea. y 1097,57 km/h en la versión norteamericana .

## Etapas
OutRun 2019 presenta cuatro etapas diferentes para correr, cada una más difícil que la anterior. La mayoría de las rutas se dividirán en dos rutas en sus extremos como en el Out Run original, pero algunas rutas terminan con un objetivo o una convergencia con otra ruta.
Además, a lo largo de la mayoría de las etapas, algunas rutas divergirán, dividiéndose en dos caminos diferentes. Por lo general, algunos de los caminos conducirán a un puente sobre el suelo, sobre un pozo o sobre el agua. Salirse de los puentes le costará al jugador un tiempo precioso o lo forzará a la ruta terrestre si existe una debajo del puente.
A veces, cuando las carreteras se dividen, conducirán a un tipo diferente de carretera. Esto generalmente se ve por medio de un signo de divergencia de tres vías, lo que significa que el jugador puede elegir si ir a la izquierda, a la derecha o continuar hacia adelante. Por ejemplo, en una ruta de la etapa 4, algunas partes de la carretera están cubiertas de cemento húmedo. Otro presenta al jugador conduciendo hacia un túnel. El último llevará al jugador a través de un puente.
Finalmente, también hay divergencias secretas que se pueden detectar fácilmente. Por ejemplo, algunas áreas tendrán una rampa colocada estratégicamente a un lado de la carretera. Si se golpea correctamente, el automóvil volará hacia un lado y finalmente aterrizará en una carretera secreta. Además, saltar de estas rampas también puede conducir a puentes elevados en algunas rutas. Por lo general, estos caminos secretos pueden conducir a un camino más rápido hacia la siguiente ruta.

## Desarrollo
OutRun 2019 se estaba desarrollando originalmente para Mega-CD como Cyber Road. Más tarde, el desarrollo se trasladó a Mega Drive, donde pasó a llamarse Junker's High antes de convertirse finalmente en OutRun 2019 .

## Recepción
Out Run 2019 recibió críticas promedio a favorables, siendo puntuada con un 3,6/5 en MobyGames. La revista GameFan elogió la variedad de las etapas y los controles, calificándolo con un 74.

## Legado
En 2005, OutRun 2019 fue relanzado como un dispositivo de juegos de TV, como Play TV Legends Outrun 2019 . Cabe destacar que incluía un controlador de volante.